# Kuzma Perjasička
Kuzma Perjasička is een plaats in de gemeente Slunj in de Kroatische provincie Karlovac. De plaats telt 23 inwoners (2001).